# قازان بلاغ
قازان بلاغ (به لاتین: Qazanbulaq) یک منطقه مسکونی در جمهوری آذربایجان است که در شهرستان گران‌بوی واقع شده است. قازان بلاغ ۶۲۳ نفر جمعیت دارد.